# Noël-Antoine Pluche
« Pluche » redirige ici. Pour l’article homophone, voir Peluche.
Noël-Antoine Pluche, plus connu sous l'appellation l'abbé Pluche, né le 13 novembre 1688 à Reims, paroisse Saint-Hilaire et mort le 19 novembre 1761 à La Varenne-Saint-Maur, près de Paris, est un prêtre français, célèbre pour son Spectacle de la nature, référence d'histoire naturelle.

## Vie
Il serait né à Reims dans la rue qui porte aujourd’hui son nom, était fils d’un boulanger. Sa maison natale, dont il reste quelques vestiges, occupait l’angle des rues Pluche et du Marc, emplacement actuel du square Charles Sarazin (1879-1953, archéologue et historien rémois).
Il devint en 1710 professeur de rhétorique à Reims. L'évêque de Laon le nomma directeur du collège de la ville, poste qu'il accepta pour échapper aux poursuites judiciaires du fait de son opposition à la bulle Unigenitus de 1713.
Il est cependant obligé de démissionner de ce poste et se réfugie à Rouen. Il y devient précepteur du fils de l'intendant de Normandie, M. de Gasville. Les cours de physique qu'il conçoit à cette époque sont le germe de son ouvrage sur Le Spectacle de la nature.
Il reçut une gratification de la part du cardinal Fleury pour le travail qu'il lui avait envoyé. Refusant la charge d'un prieuré, le cardinal le gratifiait d'un pécule qui lui permit de s'installer à Paris avant de  se retirer, en 1749, à la Varenne-Saint-Maur et mourut des suites d'une crise d'apoplexie en 1761.

## Œuvre
Son Spectacle de la nature, ou Entretiens sur les particularités de l'histoire naturelle qui ont paru les plus propres à rendre les jeunes gens curieux et à leur former l'esprit paraît pour la première fois en 1732, est rapidement traduit dans toutes les langues européennes et connaît un très grand nombre d'adaptations plus ou moins abrégées. Le retentissement de ce livre est considérable et on peut, à juste titre, parler de best-seller. Il suscitera un grand nombre de vocations de naturaliste.
Il ne s'agit pas à proprement parler d'un livre scientifique mais d'une vulgarisation traitant sur un ton léger de sujets sérieux. Il participe à la diffusion du goût pour l'étude scientifique au dix-huitième siècle.
Ses autres publications montrent la diversité de ses intérêts. Il publie en 1739, une Histoire du ciel considéré selon les idées des poètes, des philosophes et de Moïse, où l'on fait voir : 1° l'origine du ciel poétique, 2° la méprise des philosophes sur la fabrique du ciel et de la terre, 3° la conformité de l'expérience avec la seule physique de Moïse et en 1751, un ouvrage sur La Mécanique des langues, traduit la même année en latin (De Linguarum artificio et doctrina). En 1764 paraît de manière posthume Concorde de la géographie des différents âges.

## Publications
- Noël-Antoine Pluche, Le spectacle de la nature, ou Entretiens sur les particularités de l'histoire naturelle qui ont paru les plus propres à piquer la curiosité de la jeunesse et à lui former l'esprit (7 volumes), Bar-le-Duc, L. Guérin, 1875 (1re éd. 1732-1742) (lire en ligne)
- Histoire du ciel considéré selon les idées des poètes, des philosophes et de Moïse, où l'on fait voir : 1° l'origine du ciel poétique, 2° la méprise des philosophes sur la fabrique du ciel et de la terre, 3° la conformité de l'expérience avec la seule physique de Moïse, Paris : Vve Estienne, 1739.
- La Mécanique des langues et l'art de les enseigner, Paris : Vve Estienne et fils, 1751. (Traduit la même année en latin sous le titre De Linguarum artificio et doctrina).
- Concorde de la géographie des différents âges, Paris, Frères Estienne, 1764 (posth.).
- Étude sur la Sainte Ampoule et sur le sacre de nos Rois à Reims. (D'abord publiée sous forme de lettres, en 1719, à l'occasion du sacre de Louis XV. Rééditions en 1775 et 1825.)

## Sources
- Article « Pluche (abbé Noël-Antoine) » du Dictionnaire des lettres françaises : le XVIIIe siècle, édition revue et mise au jour par François Moureau, Paris : La Pochothèque, 1995, p. 1042.